# Cilix glaucata
El carácter chino (Cilix glaucata) es una polilla de la familia Drepanidae. Se encuentra en Europa, Asia Menor y África del Norte.

## Descripción
La envergadura de alas es de 18 a 22 mm. 

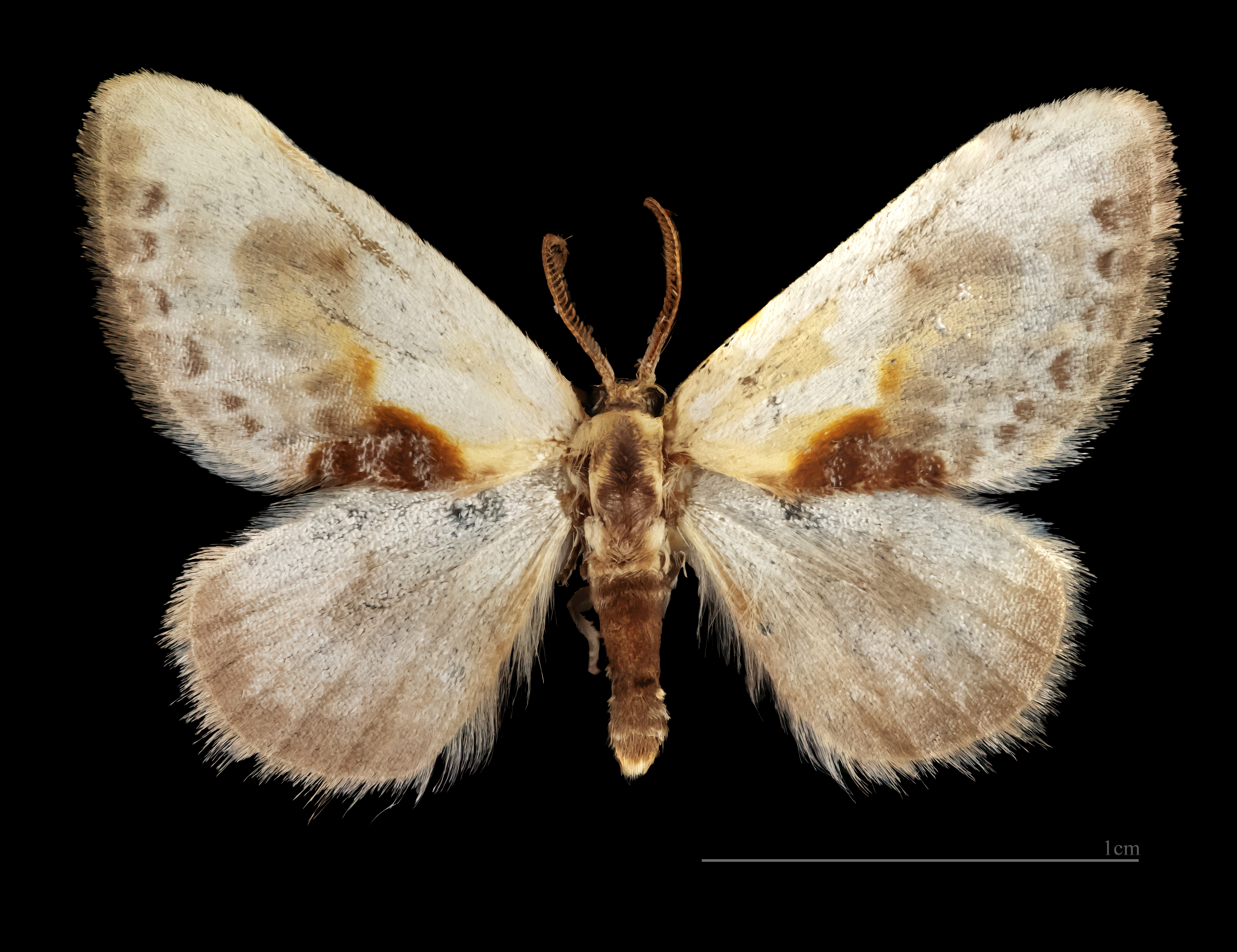
♂
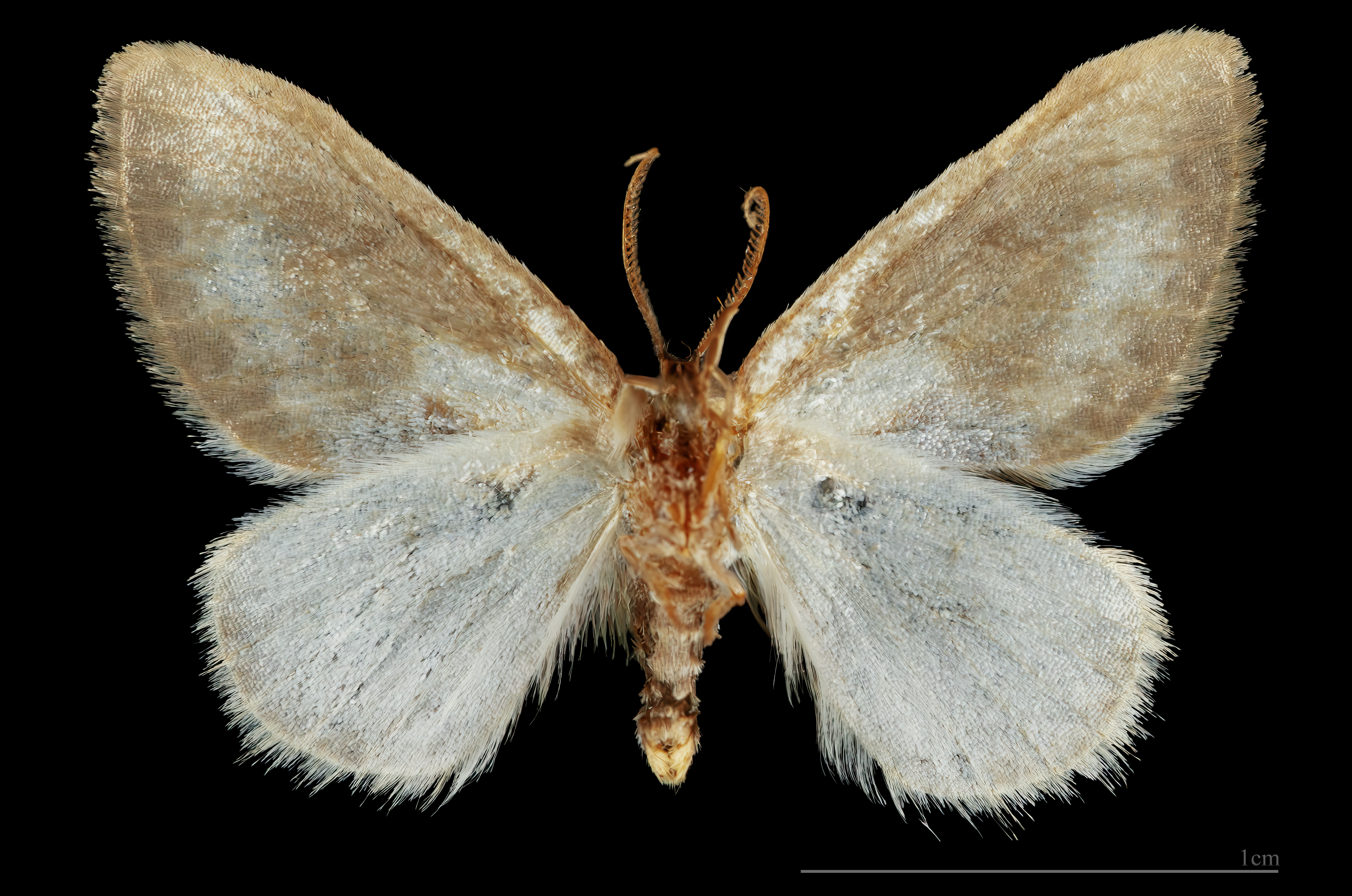
△ ♂

Tiene sus alas blancas con una serie de pequeños puntos grises a lo largo del borde exterior del ala delantera y en el borde interior tiene una gran mancha marrón oscura, tiene tonos amarillentos y grises hacia la mitad del ala. Esta mancha parece un símbolo, tal vez una letra china.  

## Comportamiento
Vuelan de abril a agosto según la localización y en su posición de descanso imita los excrementos de los pájaros. Sus larvas se alimentan de especies de Rubus, Crataegus y Prunus. 